# 芭芭拉·J·梅耶
芭芭拉·J·梅耶（1949年—）是一位美国遗传学家，是λ噬菌体研究的先驱，也是性別決定系統的基因剂量效应研究的先驱，2018年获美國細胞生物學學會颁发的E·B·威尔逊奖章，同年获美国遗传学学会颁发的托马斯·亨特·摩尔根奖章并当选美国国家医学院院士。